# Marcus Pedersen
Marcus Pedersen est un footballeur norvégien, né le 8 juin 1990 à Hamar en Norvège. Il évolue au poste d'attaquant.

## Palmarès
Néant